# جاش ماجا
جاش ماجا (انگلیسی: Josh Maja؛ زادهٔ ۲۷ دسامبر ۱۹۹۸) بازیکن فوتبال اهل بریتانیا است.
از باشگاه‌هایی که در آن بازی کرده‌است می‌توان به باشگاه فوتبال ساندرلند اشاره کرد.
وی همچنین در تیم ملی فوتبال نیجریه بازی کرده‌است.